# Монумент в честь советской матери-патриотки (Жодино)
Монумент в честь советской матери-патриотки (бел. Манумент у гонар савецкай маці-патрыёткі) — мемориальный комплекс в г. Жодино Минской области. Открыт возле шоссе Минск — Москва в 1975 году (скульпторы А. Заспицкий, И. Миско, Н. Рыжанков, архитектор О. Трофимчук; Государственная премия СССР 1977 года). Включён в Государственный список историко-культурных ценностей Республики Беларусь.

## Описание
Шестифигурная скульптурная композиция (из бронзы) вытянута по горизонтали. Фигура матери как будто застыла на двухступенчатом постаменте, а через символичную дорогу, засаженную цветами, — фигуры её пяти сыновей (поставленные на более низкий постамент), которые пошли на войну. В памятнике воплощена драматичная судьба белорусской матери, жительницы г. Жодино A. Ф. Куприяновой, пять сыновей которой отдали жизнь за освобождение Родины от немецко-фашистских захватчиков. Младший сын — Пётр Куприянов был удостоен звания Героя Советского Союза.
Мемориальный комплекс органично вписывается в окружающую среду.

### На русском языке
- Регионы Беларуси: энциклопедия. В 7 т. Т. 5. Минская область. В 3 кн. Кн. 2. З—Н / редкол.: В. В. Андриевич (гл. ред.) [и др.]. — Минск: Беларуская Энцыклапедыя імя Петруся Броўкі, 2017. — С. 338. — 448 с.: ил. — ISBN 978-985-11-0988-9.

### На белорусском языке
- Архітэктура Беларусі: Энцыклапедычны даведнік. — Минск: БелЭн, 1993. — С. 299. — 620 с.: іл. — ISBN 5-85700-078-5.
- Збор помнікаў гісторыі і культуры Беларусі. Мінская вобласць. Кніга 2. — Минск: БелСЭ, 1987. — С. 202—203. — 308 с.: іл.